# Кар'єрна техніка
Кар'єрна техніка — техніка, яка застосовується для розкриву та видобування корисних копалин на кар'єрі.
Включає:
- Кар'єрний транспорт
- Екскаватори
- Транспортно-відвальні мости